# Усть-Лип'янка
Усть-Лип'я́нка — село в Україні, у Михайлівській сільській громаді Полтавського району Полтавської області. Населення становить 107 осіб. Орган місцевого самоврядування — Коновалівська сільська рада.
Після ліквідації Машівського району 19 липня 2020 року село увійшло до Полтавського району.

## Географія
Село Усть-Лип'янка знаходиться на правому березі річки Оріль, в місці впадання в неї річки Лип'янка, вище за течією на відстані 2 км розташоване село Ряське, на протилежному березі річки Лип'янка — село Коновалівка. Річки в цьому місці звивисті, утворюють лимани, стариці та заболочені озера.

## Населення

### Мова
Розподіл населення за рідною мовою за даними перепису 2001 року:
| Мова       | Кількість | Відсоток |
| ---------- | --------- | -------- |
| українська | 102       | 95.33%   |
| російська  | 5         | 4.67%    |
| Усього     | 107       | 100%     |